# 浚稽山之战
浚稽山之战，汉武帝天汉二年（公元前99年），汉匈战争中，西汉骑都尉李陵率步兵与匈奴骑兵在浚稽山（今蒙古国图音河南）的作战。
前99年秋，汉武帝令贰师将军李广利出酒泉郡（郡治禄福县，今甘肃省酒泉市）在天山攻打匈奴右贤王。为牵制匈奴，李陵率步兵五千出居延（今内蒙古额济纳旗东南）。李陵北行千余里，至浚稽山，被且鞮侯單于三万骑兵包围在两山之间。李陵用战车围成营寨，率步兵在营外布阵。前排手持盾、戟，后排手持弓、弩迎战。匈奴败退上山，汉军追杀数千人。单于派骑兵八万围攻李陵。李陵边战边向南退，至一山谷时，令受伤三处者坐车，受伤二处者驾车，受伤一处者作战，斩杀匈奴三千余。匈奴沿龙城故道向东南行至大泽芦苇中，从上风放火，李陵令士卒将南面芦苇烧光。南行至山下，单于在南山上派儿子率骑兵攻打汉军，李陵率步兵在树木间与其战斗，杀数千人。并以强弩射单于，单于下山躲避。其后，匈奴骑兵一日数十次进攻，李陵又杀伤二千余人。匈奴作战不利，欲退。恰李陵军军候管敢投降匈奴，把汉军没有后援、箭矢将尽等情况告匈奴单于。单于下令以骑兵围攻汉军。李陵军在山谷中南行，匈奴在山上以弓弩四面射下，汉军损失惨重，没有到达鞮汗山（在浚稽山南，居延以北百余里），五十万箭矢皆尽，士卒仅余三千人，于是放弃车辆，士卒斩车辐持在手中，军吏持短刀，退入狭谷。匈奴军断其退路，并推山上巨石滚下，汉军伤亡极大，夜半，李陵与韓延年率十余人突围，匈奴数千骑追击，韩延年战死，李陵降匈奴。所部逃回汉塞者仅四百余人。